# Comuna Velîkîi Suhodil, Krasnodon
Velîkîi Suhodil (în ucraineană Великий Суходіл) este o comună în raionul Krasnodon, regiunea Luhansk, Ucraina, formată din satele Bilenke, Malîi Suhodil, Pidhirne, Popivka și Velîkîi Suhodil (reședința).

## Demografie
Componența lingvistică a comunei Velîkîi Suhodil
     Rusă (89,33%)
     Ucraineană (10,29%)
     Alte limbi (0,19%)
Conform recensământului din 2001, majoritatea populației comunei Velîkîi Suhodil era vorbitoare de rusă (89,33%), existând în minoritate și vorbitori de ucraineană (10,29%).